# 畑中自動車
株式会社畑中自動車（はたなかじどうしゃ、英文社名：AUTO SHOP HATANAKA）は、兵庫県丹波篠山市に本社をおく、自動車・二輪車・自転車の整備、中古車販売を行う企業。

## 概要
2000年に設立。新車・中古自動車の販売と中古パーツ・部品の買い取りを行う。2012年に、バイク用、自転車用、防災用に特化したヘルメット販売を行うウェブサイトのまもる君をオープン。男性用だけでなく女性用や子供用など幅広い品揃えがある。2013年ワイングッズの通販ショップとしてABC WINEをオープン。2014年子会社としてTRYS株式会社を設立し、ネット事業部を独立させる。。